# Маттеи, Гаспаро
Гаспаро Маттеи Орсини (итал. Gaspare Mattei Orsini; 1598, Рим, Папская область — 9 апреля 1650, там же) — итальянский куриальный кардинал, папский дипломат и доктор обоих прав. Губернатор Перуджи и Умбрии с 29 января 1636 по 9 февраля 1639. Апостольский нунций в Австрии с 8 августа 1639 по 2 апреля 1644. Титулярный архиепископ Афин с 5 сентября 1639 по 13 июля 1643. Кардинал-священник с 13 июля 1643, с титулом церкви Сан-Панкрацио-фуори-ле-Мура с 14 декабря 1643 по 28 сентября 1648. Кардинал-священник с титулом церкви Санта-Чечилия с 28 сентября 1648 по 9 апреля 1650.